# Raveena Tandon
Raveena Tandon (Mumbai, 26 ottobre 1971) è un'attrice e modella indiana.
Fece il suo debutto come attrice in Patthar Ke Phool (1991), che le valse un Filmfare Lux New Face Award. Negli anni '90 prese parte ad alcuni successi commerciali come Dilwale (1994), Mohra (1994), Khiladiyon Ka Khiladi (1996) e Ziddi (1997). Ha cambiato quindi genere, con ruoli in film più impegnati, guadagnosi grossi elogi dalla critica per le sue interpretazioni in film come Aks (2001), Satta (2003), Shool (1999) e Sandhya (2002). Nel 2002 ha vinto il Filmfare Award per la miglior attrice per la sua performance nel film di Kalpana Lajmi Daman: A Victim of Marital Violence (2001).

## Filmografia parziale

### Cinema
- Andaz Apna Apna, regia di Rajkumar Santoshi (1994)
- Mohra, regia di Rajiv Rai (1994)
- Khiladiyon Ka Khiladi, regia di Umesh Mehra (1996)
- LOC Kargil, regia di J. P. Dutta (2003)
- Police Force: An Inside Story, regia di Dilip Shukla (2004)
- Aan: Men at Work, regia di Madhur Bhandarkar (2004)
- Sandwich, regia di Anees Bazmee (2006)
- Pandavulu Pandavulu Tummeda, regia di Sriwass (2014)
- Bombay Velvet, regia di Anurag Kashyap (2015)

## Programmi televisivi
- Chak De Bachche - reality show (2008)
- Comedy Ka Maha Muqabala - reality show (2011)
- It's My Life - programma TV (2012)